# 寶新置地
寶新置地集團有限公司，簡稱寶新置地（英語：Glory Sun Land Group Limited，港交所：0299），在1995年，由王志強（主席及行政總裁）和王緒兵（前行政總裁，已退任）於北京市（總部）成立「中訊計算機系統（北京）有限公司」，上市前身為「中訊軟件集團股份有限公司」。
業務在全球經營从事外包软件开发、技术服务支持等业务的高科技企业。
股份則在2004年4月30日於港交所主板上市。招股價為1.91港元，發行新股為66,480,000股，集資額為1億港元，其中當時基礎投資者聯想控股和日本電氣合共持有13%股權、收購軟件等。
2015年10月28日，該公司已完成出售SINOCOM DEVELOPMENT HOLDINGS LIMITED及 日本中訊株式会社（1998年成立）之全部已發行股份權益 及 完成關連交易 — 收購日本中訊株式会社8%已發行股份權益。
公司由寶能系公司姚建華家族旗下子公司控股。2019年6月4日，公司由新體育集團有限公司改稱為寶新置地集團有限公司，公司業務改變为物業投資、開發、體育設施管理、金融投資。

## 外部連結
- sinocom.cn（页面存档备份，存于）
- newsportsgp.com（页面存档备份，存于）